# بتا سه‌پایه
بتا سه‌پایه یک ستاره است که در صورت فلکی سه‌پایه قرار دارد. ی بتا (β عکس، β Pictoris) دومین ستارهٔ درخشان در صورت فلکی سه‌پایه است. این ستاره که ۶۳٫۴ سال نوری از منظومه شمسی قرار گرفته، ۱٫۷۵ برابر جرم و ۸٫۷ بار درخشانتر از خورشید است. سامانهٔ بتا سه‌پایه بسیار جوان و تنها ۸ میلیون تا ۲۰ میلیون ساله است، هرچند که در حال حاضر در مرحلهٔ اصلی از تکامل خود است.بتا سه پایه یک سیاره است که دور ستاره خود می چرخد و از نپتون هم بزرگتر است.